# 達克縣 (俄亥俄州)
達克縣（英語：Darke County）是美國俄亥俄州西部的一個縣，西鄰伊利諾伊州。面積1,555平方公里。根據美國2000年人口普查，共有人口53,309人。縣治格林维尔 (Greenville)。
成立於1808年，縣名來自美國獨立戰爭軍官威廉·達克 (William Darke)。